# Reyniès
Reyniès é uma comuna francesa na região administrativa da Occitânia, no departamento de Tarn-et-Garonne. Estende-se por uma área de 9.94 km², e possui 861 habitantes, segundo o censo de 2018, com uma densidade de 87 hab/km².